# George London
Para el diseñador de jardines del siglo XVII, véase: George London (paisajista).
George London (Montreal, 30 de mayo de 1920 - Armonk, Estados Unidos, 24 de marzo de 1985) fue un bajo-barítono canadiense, famoso por sus interpretaciones operísticas.

## Biografía
Hijo de judíos rusos exiliados, su nombre real era George Burnstein. Estudió canto en Los Ángeles y Nueva York con Paola Novikova, alumna de Mattia Battistini. Debutó en 1942 en Hollywood con el nombre de George Burnon. Formó parte entre 1947 y 1948 del Bel Canto Trio junto al tenor Mario Lanza y la soprano Frances Yeend, con los que hizo una gira mundial. En 1949 tuvo un gran éxito en la Ópera Estatal de Viena. Debutó en la Ópera del Metropolitan en 1951, institución con la que mantendrá una larga carrera profesional (precisamente en esa etapa grabó junto a Maria Callas y el director Dmitri Mitropoulos una selección de Tosca de Giacomo Puccini para el programa de televisión de Ed Sullivan: esta grabación todavía hoy se conserva y es muy apreciada por los amantes de la lírica). En 1958, participó en otro proyecto discográfico importantísimo: la grabación de El anillo del nibelungo de Richard Wagner por parte del director Georg Solti para la casa discográfica Decca. En concreto, London interpretó el papel de Wotan en El oro del Rin. 
Una parálisis de las cuerdas vocales interrumpió prematuramente su carrera en 1967. Abandonó los escenarios y se dedicó (entre 1975 y 1980) a labores organizativas como director general del Centro John F. Kennedy para las Artes Escénicas en Washington.

## Estilo interpretativo
La amplitud de su voz de bajo-barítono, así como su poderosa presencia escénica (tenía un físico imponente: moreno, alto, atlético) le convirtieron en uno de los cantantes más apreciados de los años 50 y 60 del registro heroico-trágico. Algunos de los papeles en los que más brilló fue en los de Amfortas, Wotan y Borís Godunov.

## Fundación George London para cantantes
En 1971, creó la Fundación George London para Cantantes (George London Foundation for Singers), con el propósito de ayudar a los jóvenes cantantes en sus carreras. 

## Grabaciones
Entre las grabaciones discográficas más apreciadas de London se encuentran las siguientes: 
- Richard Wagner: 
  - Parsifal, director: Hans Knappertsbusch, 1951 y 1962;
  - Parsifal, director: Clemens Krauss, (1953);
  - El oro del Rin, director: Georg Solti.
  - La Valquiria, director Erich Leinsdorf.
- Gustav Mahler: Kindertotenlieder, director: Otto Klemperer
- Wolfgang Amadeus Mozart: Las bodas de Fígaro, director: Herbert von Karajan.